# Luis Manuel González-Mata
Pour les articles homonymes, voir Luis González (homonymie), González et Mata.
Luis Manuel González-Mata est un espion espagnol du Servicio de Información del Alto Estado Mayor, journaliste et essayiste.

## Biographie
Selon la CIA, Gonzalez-Mata a passé 5 ans dans la légion espagnole puis passa en République dominicaine où il finit en 1962 comme assistant du directeur des services de renseignements locaux.En 1964, il est conseillé politique du président Algérien Ahmed Ben Bella avant d'être arrêté par la sécurité militaire.11
Dans son livre autobiographique, Cygne. Mémoires d'un agent secret (titre original Cisne. Yo fui espía de Franco), il raconte sa carrière d'espion durant le régime franquiste, la guerre froide comme chargé de sécurité de Rafael Trujillo ainsi que durant la période de la transition démocratique espagnole. Le livre fut classé dans les meilleures ventes dans les années 1970. Il a travaillé sous les ordres du colonel Eduardo Blanco Rodriguez. En 1978, il est impliqué dans la tentative d'assassinat d'Antonio Cubillo, leader indépendantiste des Îles Canaries.
En 1979, dans son livre, Les Vrais maîtres du monde, il est l'un des premiers à dévoiler l'existence et le fonctionnement du Groupe Bilderberg,,.
Il a été chef d'antenne de la CIA en Espagne.
Il est également journaliste, ayant collaboré au quotidien espagnol El País et au magazine français Actuel.
Il a été l'inspirateur du film On verra demain de Francisco Avizanda.

## Œuvres
- Cygne. Mémoires d'un agent secret, Grasset, 1976. Livre en ligne sur Gallica et kupdf
- Terrorismo Internacional, Barcelona, Argos - Vergara, 1978.
- Las muertes del "Che" Guevara, Barcelona, Argos Vergara, 1980.  (ISBN 84-7017-849-0)
- Les vrais maitres du monde, Paris, Éditions Grasset & Fasquelle, 1979.